# Alain Lombard
Alain Lombard   (París, 4 d'octubre de 1940) és un director d'orquestra francès.

## Carrera
Lombard va estudiar violí al conservatori de París amb Line Talleul, i direcció d'orquestra amb Gaston Poulet. El 1961 va aconseguir un nomenament a l'Òpera Nacional de Lió, convertint-se en el seu principal director entre 1961 i 1965. Va guanyar la medalla d'or en la competició de Dimitris Mitrópulos en 1966. Va debutar en el Met en 1967, dirigint Faust de Gounod. Va ser director ajudant de la Filharmònica de Nova York mentre va exercir la direcció musical Leonard Bernstein, i va viatjar amb l'orquestra com a director de gira associat. Als Estats Units, va ser director musical de la Gran Orquestra Filharmònica de Miami des de 1967 fins a 1975.
Lombard va ajudar a la formació de l'Òpera de l'Rhin (més tard l'Òpera nacional de l'Rhin) en 1972. Va ser director musical de l'Òpera de l'Rhin des de 1974 fins a 1980. Amb l'Òpera de l'Rhin, va dirigir enregistraments comercials de Faust de Gounod, Turandot de Puccini i Così fan tutte de Mozart. Va exercir el càrrec de director musical de l'Orquestra Filharmònica d'Estrasburg des de 1972 fins a 1983. També va tenir càrrecs a l'Òpera de París, l'Opéra-Comique, l'Òpera Nacional de Bordeus i l'Orquestra Nacional Bordeus Aquitània. Va ser nomenat director del Gran Teatre de Bordeus el 1990. El 20 de novembre de 1995, Lombard va ser acomiadat dels seus càrrecs per l'alcalde de Bordeus, Alain Juppé, després que s'expressessin preocupacions sobre les finances de la organización. juny Lombard va esdevenir el director principal de l'orquestra de la Suïssa Italiana el 1999 i allà va treballar fins a 2005, i ara té el títol de director honorari amb l'orquestra.
Altres enregistraments comercials de Lombard són Carmen, amb Régine Crespin i Lakmé, amb Mady Mesplé.

## Vida personal
Lombard s'ha casat dues vegades. Té dues filles, Franca i Jessica, del seu segon matrimoni.